# Slipway Fires
Pour les articles homonymes, voir Fires.
Slipway Fires est le troisième album de Razorlight, sorti en 2008.

## Titres
1. Wire to wire
2. Hostage Of Love
3. You and The Rest
4. Tabloid Lover
5. North London Trash
6. 60 Thompson
7. Stinger
8. Burberry Blue Eyes
9. Blood For Wild Blood
10. Monster Boots
11. The House